# Piattaforma di ghiaccio Cook
La piattaforma di ghiaccio Cook (68°40′S 152°30′E) è una piattaforma glaciale larga circa 90 km che occupa una profonda rientranza lungo la costa fra capo Freshfield e capo Hudson, a est della baia di Deakin, nella Terra di Giorgio V, in Antartide.

## Storia
La rientranza occupata dalla piattaforma fu chiamata baia Cook dalla spedizione Aurora (in inglese Aurora Expedition) il cui nome ufficiale era Australasian Antarctic Expedition, 1911-14, comandata da Douglas Mawson che scelse questo nome in onore di Joseph Cook, Primo ministro dell'Australia nel 1914. La piattaforma glaciale ha poi preso il nome dalla baia che ricopre permanentemente.